# Alternative Press Music Award for Artist Philanthropic
Der Alternative Press Music Award for Artist Philanthropic, auf Deutsch „Alternative Press Music Award für soziales Engagement“ ist ein Musikpreis, der seit 2014 bei den jährlich stattfindenden Alternative Press Music Awards verliehen wird. Ausgezeichnet werden Künstler, die nach Meinung der Leser des Alternative Press besondere Leistungen im sozialen Bereich für eine gemeinnützige Organisation erreicht haben. Bisher erhielten drei Künstler jeweils eine Auszeichnung in dieser Kategorie.

## Hintergrund
Am 24. April 2014 verkündete das US-amerikanische Musikmagazin Alternative Press, welches sich auf Punk, Hardcore und deren Subgenres spezialisiert hat, die erstmalige Verleihung der Alternative Press Music Awards. Begründet wurde dies damit, „dass das Alternative Press bereits seit 30 Jahren die führende Stimme in dieser Musik und dem Lebensstil sei und man nun endlich eine Nacht habe, um diesen zu zelebrieren.“
Die erste Awardverleihung fand am 21. Juli 2014 im Rock and Roll Hall of Fame Museum in Cleveland, Ohio statt. Die Leser des Musikmagazins konnten zunächst in zwölf Kategorien für ihre Favoriten stimmen, welche zuvor vom Magazin nominiert wurden. Darunter befand sich auch die Kategorie für das Soziale Engagement. Im ersten Jahr gewann die US-amerikanische Pop-Punk-Band All Time Low diese Auszeichnung für ihr Engagement bei Skate4Cancer. Im Folgejahr wurden Taking Back Sunday für ihre Arbeit mit der American Cancer Society mit diesen Preis gewürdigt. 2016 erhielt Jake Luhrs, Sänger der Metalcore-Band August Burns Red für sein Projekt HeartSupport die Ehrung in dieser Kategorie. Im Jahr 2017 wird die Kategorie nicht vergeben.

## Statistik
Die Auszeichnung ging bisher bei drei Verleihungen an drei verschiedene Künstler. Alle drei bisherigen Preisträger, All Time Low und Taking Back Sunday und Sänger Jake Luhrs kommen aus den Vereinigten Staaten. Bisher wurden Jake Luhrs, The Used und Andrew McMahon am häufigsten in dieser Kategorie nominiert.

## Gewinner und Nominierte Künstler

### Seit 2014
| Jahr               | Künstler / Band                                | Nationalität       | Weitere nominierte Künstler | Bilder der Künstler      |
| ------------------ | ---------------------------------------------- | ------------------ | --- | ------------------------ |
| 2014 21. Juli 2014 | All Time Low (Skate4Cancer)                    | Vereinigte Staaten | - Memphis May Fire (Peta2) - Modern Baseball (1BlueString) - Pierce the Veil (Keep a Breast) - Rise Against (Shirt for a Cure) - The Used (Living the Dream) | All Time Low, 2008       |
| 2015 22. Juli 2015 | Taking Back Sunday (American Cancer Society)   | Vereinigte Staaten | - Andrew McMahon in the Wilderness (Dear Jack Foundation) - Bayside (The Human Rights Campaign) - Koji (Doctors Without Borders) - Jake Luhrs von August Burns Red (HeartSupport) - Simple Plan (The Simple Plan Foundation)                                                                                            | Taking Back Sunday, 2007 |
| 2016 18. Juli 2016 | Jake Luhrs von August Burns Red (HeartSupport) | Vereinigte Staaten | - Andrew McMahon (Dear Jack Foundation) - The Used (Living the Dream) - The Wonder Years (Puppies Behind Bars, After School All-Stars, The Herren Project, Future Without Violence) - This Wild Life (National Breast Cancer Foundation) - You Me at Six (Passport Back to the Bars), The Ghost Inside Fundraiser, PETA | Jake Luhrs, 2014         |